# 源雅重
源 雅重（みなもと の まさしげ）は、平安時代後期の貴族・歌人。三条源氏、従三位・源行宗の子。官位は正五位下・紀伊守。

## 経歴
三条天皇の玄孫で、父・行宗は従三位に昇り公卿になっていたが、姉妹が白河天皇と対立する異母弟・輔仁親王の妃であったこともあり、官位は振わなかった。
鳥羽院政期前期の長承3年（1134年）に従五位上に叙された後、因幡権守・紀伊守と地方官を務める一方、斎院長官として姪にあたる斎院・怡子内親王に仕えた。鳥羽院政期後期の仁平2年（1152年）に斎院長官の労によって正五位下に昇叙され、保元2年（1157年）に斎院長官を息子・基能に譲る事が認められている。
時期は不明ながら中務権大輔に任じられるが、在任中の長寛元年（1164年）12月8日に卒去。最終官位は中務権大輔正五位下。

## 人物
勅撰歌人としては『千載和歌集』に1首採用されているのみ。二条天皇の歌合には何度も召されており歌人としても能力が認められていたとみられている。

## 官歴
- 時期不詳：従五位下
- 長承3年（1134年） 日付不詳：従五位上。8月27日：見因幡権守[1]
- 保延6年（1140年） 4月3日：遷紀伊守[2]
- 康治元年（1142年） 12月18日：見斎院長官兼紀伊守[3]
- 天養元年（1144年） 3月10日：復任紀伊守[4]
- 久安3年（1147年） 10月3日：見紀伊守[5]
- 仁平2年（1152年） 正月8日：正五位下（斎院長官労）[6]
- 時期不詳：中務権大輔
- 長寛元年（1164年）12月8日：卒去（中務権大輔正五位下）[7]

## 系譜
- 父：源行宗
- 母：源基綱の娘
- 妻：平忠盛の娘
  - 男子：源基宗
- 生母不明の子女
  - 男子：源基能
  - 男子：源基行